# Deliberativ demokrati
Deliberativ demokrati, samtalsdemokrati eller diskursiv demokrati är en tankeskola som pekar på samtalets och kommunikationens roll för att utveckla och förstärka demokratin.

## Teori

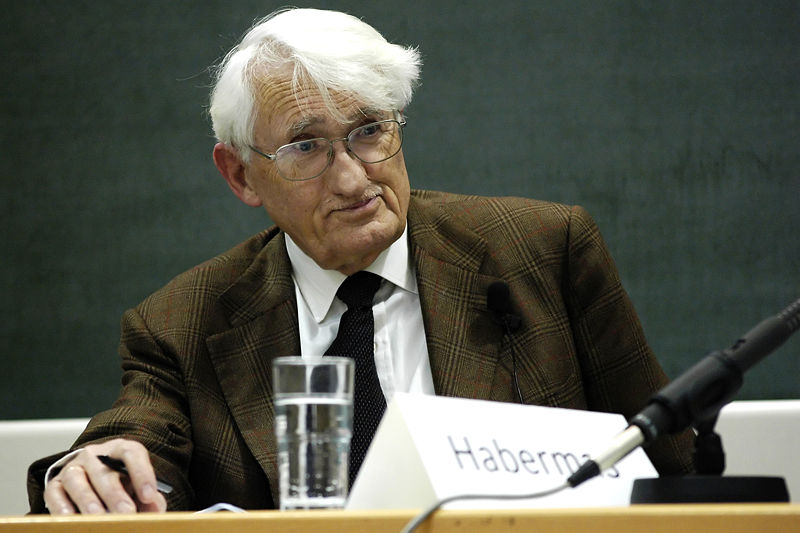
Jürgen Habermas

Deliberativ demokrati har som utgångspunkt en normativ och teoretisk formulering av demokrati, en formulering av hur demokrati och demokratiskt deltagande borde se ut. Den utvecklades under den sista delen av 1900-talet som en reaktion mot dåtidens teoretiska formuleringar av demokrati och dess syn på demokratiskt deltagande. 
Kritiker framhöll att det är något djupt problematiskt med demokrati när den först och främst förstås som en konkurrens mellan förutbestämda åsikter och där demokratiskt deltagande begränsas till deltagande i val. Folket involveras inte tillräckligt aktivt i styrandet av det egna samhället, samtidigt som komplicerade demokratiska utmaningar, som pluralism, moralisk oenighet, och demokratisk legitimitet inte hanteras tillräckligt ingående. Mot bakgrund av detta argumenterade deliberativ demokrati för att det offentliga meningsutbytet borde stå i centrum. Genom att medborgare och representanter i offentliga diskussioner ger motiveringar för sina preferenser, olika alternativ, och handlingsplaner, kan folket gemensamt komma fram till beslut som alla kan enas om och acceptera. Detta gör också att folket involveras mer aktivt i styrandet av sitt eget samhälle, att demokratiska utmaningar blir grundligt genomdiskuterade, och att den demokratiska legitimiteten i besluten ökar.
Precis som i deltagardemokratin fäster den deliberativa demokratin högt värde vid själva deltagandet i politiska processer. Skillnaden mot den representativa demokratin och deltagardemokratin är att den deliberativa demokratin fokuserar på hur åsikter bildas istället för att fokusera på hur personers olika åsikter omvandlas till kollektiva beslut. Utgångspunkten är skilda synsätt som skall jämkas samman eller ställas mot varandra och klargöras i en argumentation. För att göra detta begripligt kan det jämföras med två andra beslutsformer: votering och förhandling.
Votering är att en grupp personer med olika åsikter samlas och röstar (voterar) om ett beslut, det vill säga direkt demokrati. Det förslag som flest personer stödjer skall genomföras. 
Förhandling är en kommunikation där deltagarna skall försvara sina åsikter. Efter att olika förslag jämkats sluter man upp bakom ett förslag som har kvalitéer från alla inblandade intressenter. Inte sällan avslutas en förhandlingsrunda med en omröstning (votering). 
Den deliberativa beslutsformen skiljer sig från dessa båda genom att den präglas av en rationell kommunikation för att förutsättningslöst omvandla och bilda åsikter. Förespråkare menar att genom det rationella samtalet kommer det goda i alla berörda parters åsikter att sammanföras till ett förslag som alla är överens om. Deliberativ demokrati är alltså samtal som metod för konsensus. Enligt idealet skall inte en omröstning (votering) ens behöva genomföras men i praktiken brukar konsensus i slutändan ändå utmynna i direktdemokrati eftersom en minoritet annars tenderar att blockera demokratin.
Termen deliberativ demokrati användes första gången av Joseph Bessette år 1980. Mot slutet av 1990-talet hade den blivit en ledande demokratisk teori. Själva ordet ’deliberativ’ härstammar från det latinska ordet libra som betyder ’att väga’.

### Två förgreningar av deliberativ demokrati
Deliberativ demokrati utvecklades i två förgreningar parallellt under 1990-talet, den ’europeiska förgreningen’ med Jürgen Habmeras i spetsen, och den ’nordamerikanska förgreningen’ representerad av teoretiker som Amy Gutmann, Dennis Thompson, James Fishkin, och Joshua Cohen.
En av de främsta idégivarna till deliberativ demokrati är den tyske filosofen och sociologen Jürgen Habermas, även om hans benämning var diskursiv demokrati. Idealet för demokratin är enligt Habermas en samtalssituation där alla former av makt och intressekamp är frånvarande. Detta samtal skulle präglas av förståelse (tyska: Verständigung), för varandras argument. Habermas utgår där från den anglosaxiska språkfilosofin, Ludwig Wittgenstein och Charles Peirce. Innebörden i orden måste vara tydlig och exakt densamma för alla samtalspartners, annars blir det bara "käbbel". Habermas formulering av deliberativ demokrati bygger på en integrering av två ’klassiska’ demokratiska synsätt, det liberala och det republikanska. Det republikanska, som härstammar från det antika Grekland, framhåller att demokratiska beslut bör tas mot bakgrund av grundliga diskussioner och de bör sträva mot det gemensammas bästa. Den liberala traditionen, som härstammar från upplysningstidens frigörelsesprocesser, framhåller att individer i ett demokratiskt samhälle har en rätt att kunna leva sina liv som de själva önskar utan att styras av andra. Habermas ber medborgare i demokratiska samhällen att förhålla sig till tanken om det gemensamma bästa när det handlar om offentliga frågor och låta varandra leva sina liv som de själva vill i det privata.
Den deliberativa processen beskriver han med begreppen ’kommunikativ rationalitet’ och ’den idealistiska talsituationen’. En kommunikativ rationalitet uppnås genom att deltagare i diskussionen talar sant, har uppriktiga intentioner, och förhåller sig till den normativa kontexten de är inom. Detta gör att människor tillsammans kan konstruera normer och lagar som är rättvisa och legitima. Alla deltagare i diskussionen måste dock ha en reell möjlighet att delta i den kommunikativa processen, ha en likvärdig röst, samtidigt som processen är fri från inre och yttre press.
Det nordamerikanska närmandet till deliberativ demokrati skiljer sig från Habermas närmande på framför allt 3 punkter: de teoretiska grunderna, typen av kriterier och teorins komplexitet. 
Teoretiker inom den nordamerikanska grenen bygger till skillnad från Habermas sina formuleringar på John Rawls begrepp om rättvisa. I pluralistiska samhällen ska medborgare sträva efter att grunda sina preferenser på principen att andra människor ska kunna acceptera deras preferenser oavsett vilken världsuppfattning de har (reciprocitets-principen). Denna teoretiska utgångspunkt gör att de nordamerikanska formuleringarna av deliberativ demokrati placerar sig i den liberala traditionen i högre grad än vad Habermas formulering gör. Detta gör också att dessa formuleringar inte bara innehåller procedurella kriterier för den deliberativa processen, som Habermas formulering gör, de innehåller också substantiella kriterier, det vill säga restriktioner för positioner och möjliga beslut. Ett sådant exempel är Gutmann och Thompsons substantiella kriterier om att demokratiska beslut inte bör tas på bekostnad av andra människors grundläggande rätt till frihet och möjlighet att leva livet på det sätt som de själva vill. Om ett beslut skulle göra det menar Gutmann och Thompson att det bör betraktas som ’odemokratiskt’. Den sista skillnaden mellan de båda grenarna är teoriernas komplexitet och omfattning. Habermas modell är en stor och abstrakt social formulering av deliberativ demokrati medan de nordamerikanska teoretikerna istället har fokuserat på att studera, analysera, och implementera mindre exempel på verkliga förhandlingssituationer i samhället.
Det finns dock vissa centrala likheter mellan de två tolkningarna av deliberativ demokrati: 
- För det första är de eniga om att offentliga förhandlingar bör utgöra kärnan i demokratiska teorier och praktiker. Val, röstande, det representativa systemet, och majoritetsprincipen behövs visserligen, men allt detta bör omges med tanken om offentliga förhandlingar. Det är detta som gör att besluten som tas kan ses som legitima.
- De är relativt eniga i de procedurella kriterierna för förhandlingarna. I grund och botten handlar det om att alla ska underbygga sina preferenser, åsikter, och positioner med argument, att alla ska ha en möjlighet att göra sin röst hörd, och att alla ska lyssna på varandra och reflektera över varandras argument oavsett vem det är som uttalar dem.
- De är också eniga om att demokratiska förhandlingar i en eller annan form ska vara inriktade mot att hitta gemensamma lösningar på gemensamma problem.

## Praktik
Deliberativ demokrati har kritiserats för att vara svår att implementera i moderna samhällen. Storleken på dessa gör att det är svårt att se för sig hur alla demokratiska medborgare ska kunna inkluderas verbalt i samtliga diskussioner om samtliga beslut som ska tas. Därför menar de flesta teoretiker inom fältet deliberativ demokrati att det representativa systemet behövs i en eller annan form. Hur deliberativa praktiker bäst ska implementeras i det representativa systemet råder det dock olika uppfattningar om. 
Habermas har t.ex. förespråkat det som har omtalats som ’tvåspårs-modellen’. Det han ser för sig är att demokratiska deliberationer ska ske på två olika plan i samhället . I de offentliga deliberationerna, de som vanliga medborgare deltar i, handlar diskussionerna framförallt om att bilda opinioner. Genom de offentliga diskussionerna ska folket göra sina uppfattningar hörda så att representanterna vet vad folket tycker. Detta gör att man kan ställa lägre krav på dessa deliberationer. På så sätt kan medial rapportering, debattartiklar, gruppers uttalanden, etc. ses som inlägg i en offentlig deliberation. Själva beslutsprocessen lokaliserar han i parlamenten. Här ska representanterna väga de olika argumenten mot varandra för att hitta en så bra lösning som möjligt för folket. Detta gör att dessa deliberativa processer måste ligga närmare den ideala talsituationen. Tanken är dock att representanter ska ta hänsyn till folkets åsikter, och ’rapportera tillbaka’ till dem om varför beslutet blev som det blev. På så sätt kan även uttalanden från politiker tolkas som deliberativa inslag.
Ett annat sätt att implementera deliberativa praktiker i det representativa systemet är att göra som James Fishkin har gjort i bl.a. USA. Han har designat överläggningsundersökningar (deliberative polls) som en kartläggning av ’hur folket hade tyckt om de hade haft tid att tänka’. Överläggningsundersökningar går ut på att ett visst antal tillfälligt utvalda medborgare får fylla i ett frågeformulär om ett specifikt problem. De bjuds sedan med till ett helgmöte där de får höra argument för de olika positionerna i saken samt höra experter uttala sig om och ta del av forskning på temat. De tillbringar sedan resten av helgen med att diskutera saken vidare innan de igen fyller i samma frågeformulär. Tanken är att skillnaden i svaren från den första gången de svarade på frågorna till den andra ska visa skillnaden i hur folk hade tyckt om de hade haft förutsättningarna för att tänka över det. Denna metod har även institutionaliserats i form av medborgarråd, där en grupp slumpmässigt utvalda medborgare tillsammans över en längre tid behandlar samhälleliga frågor för att sedan komma med slutsatser och möjliga lösningar på politiska problem. Dessa förslag  tas emot av en högre auktoritet som ett parlament eller en regering som i sin tur väljer att gå vidare med förslagen eller inte.

## I Sverige
Det deliberativa synsättet på demokratin har dykt upp i den svenska debatten i slutet på 1990-talet och i början på 2000-talet. Många studier i statsvetenskap har berört detta ämne de senaste åren[när?] och Demokratiutredningen uppgav i sitt slutbetänkande att den förordade en demokrati med deliberativa kvaliteter. Även i den svenska skolforskningen har den deliberativa tanken på senare tid[när?] varit i fokus för flera forskningsprojekt.. Bland annat har Tomas Englund argumenterat för en inkludering av deliberativa praktiker och tankesätt i den svenska skolan.

## Kritik
Det finns tre huvudinvändningar mot deliberativ demokrati, i tillägg till den som går ut på att det anses som svårt att implementera i moderna samhällen.
Den första invändningen handlar om att den som demokratisk teori innehåller strukturella problem. Det är en demokratiform som gynnar vissa personer mer än andra, nämligen de som är duktiga på att föra sin talan och uttrycka sig verbalt. I ett globalt perspektiv är detta framförallt vita män med högre utbildning. De som inte är lika duktiga och högt utbildade, som då i ett globalt perspektiv är kvinnor och minoriteter, kommer att få svårt att delta demokratiskt. Deras röster och åsikter kommer saknas i deliberationen och de riskerar att uteslutas från demokratiskt deltagande.
Den andra invändningen gäller tanken om att folket i demokratiska deliberationer ska sträva efter att ’bli enigt’. Enligt kritiker, som t.ex. Chantal Mouffe, så är detta konsensus-fokus ett problem mer än något att sträva efter. Om ett folk är enigt menar hon att det snarare är tecken på ett förtryckt folk, ett samhälle eller land där det inte är tillåtet att vara oenig med personer i maktpositioner, än ett tecken på ett funktionellt demokratiskt samhälle. Därför bör konsensus inte vara något att sträva efter utan något att försöka undgå. Så även om man lyckas skapa konsensus är detta inte något att sträva efter. Eller som den svenska idéhistorikern Sven-Eric Liedman uttrycker det;
Det som gör demokrati till demokrati är, vad jag förstår, inte att vi är eniga utan att vi har rätt att vara oeniga och till och med uppmuntras därtill.  (Liedman s. 20 i "Kunskap och begrepp. Centrala motiv i våra läroplaner". Red: Jon Naeslund. Liber, Stockholm, V1986)
Förespråkare menar dock att även om konsensusmetoden ofta tar lång tid och ibland kan uppfattas som frustrerande, blir besluten å andra sidan accepterade av alla när de väl tas. Ytterligare en fördel med metoden är att även minoritetens åsikt måste tas i beaktande och att man utan minoritetens stöd inte kommer till ett konsensusbeslut. Förespråkare menar att konsensus tvärtom ökar förståelsen eftersom inget beslut tas utan enighet och att minoriteter därmed får större påverkanskraft.
Den tredje invändningen har sin utgångspunkt i empiriska studier av deliberativa diskussioner. Enligt dessa studier har deliberativa teoretiker fel när de tror att folk kommer att ändra uppfattning till följd av diskussioner. För det första visar studier att människor har en tendens till att tro på argument som stödjer den uppfattning de redan har mer än att bli överbevisade av andras argument. De har också en tendens till att uppsöka fakta som stödjer deras ursprungliga position genom att t.ex. läsa de dagstidningar som innehåller den syn den redan har eller genom att diskutera med folk som delar deras syn. Detta gör att de får ännu fler argument för den position de redan besitter och endast förstärker sin originaluppfattning. Därför har deliberationer en tendens till att öka den politiska polarisationen snarare än att minska den. Vidare så pekar dessa studier på att människor tenderar att bli påverkade av helt andra saker än rationella argument, som t.ex. grupptänkande, konformitet, och önskan om att passa in i grupper man identifierar sig med.